# Julia Wieniawa
Julia Marta Wieniawa-Narkiewicz (ur. 23 grudnia 1998 w Warszawie) – polska aktorka, piosenkarka, autorka tekstów, kompozytorka i osobowość medialna.
Zadebiutowała w występach scenicznych w Warsztatowej Akademii Musicalowej w Teatrze Muzycznym „Roma”. Popularność przyniosła jej rola Pauliny w serialu Rodzinka.pl (2013–2020). Zagrała główne role m.in. w filmach W lesie dziś nie zaśnie nikt (2020) i jego kontynuacji (2021), Wszyscy moi przyjaciele nie żyją (2020) i Small World (2021) oraz w serialach: Zawsze warto (2019–2020) i Teściowie (2023–2024). Jako wokalistka wydała album studyjny pt. Omamy (2022). Od 2024 jedna z jurorek programu Mam talent! w TVN.

## Rodzina i edukacja
Jest córką Konrada i Marty Wieniawa-Narkiewiczów, którzy są rozwiedzeni. Jej ojciec jest projektantem graficznym, a matka pełni funkcję menedżerki córki. Ma trzy młodsze przyrodnie siostry – ze strony matki: Wiktorię i Kornelię Parzyszek, a ze strony ojca: Alicję Wieniawę-Narkiewicz.
Ukończyła XVIII Liceum Ogólnokształcące im. Jana Zamoyskiego w Warszawie w Warszawie. Brała udział w zajęciach aktorskich Ogniska Teatralnego „u Machulskich” oraz zajęciach przygotowujących do wyższych szkół teatralnych i filmowych w Atelier Aktorskim Pilaszewskiej i Nowakowskiej.

## Kariera aktorska
Zadebiutowała w występach scenicznych w Warsztatowej Akademii Musicalowej w Teatrze Muzycznym „Roma”. W latach 2012–2014 występowała w musicalach wraz z Autorską Szkołą Musicalową Macieja Pawłowskiego (m.in. również w „Romie”) oraz w projekcie Rock Opera „Szambalia” w reżyserii Macieja Pawłowskiego w Teatrze Rose w Londynie.
W 2013 dołączyła do stałej obsady serialu Rodzinka.pl, w którym grała Paulinę, dziewczynę Kuby Boskiego. W kolejnych latach występowała w serialach: Klan (2014), Pielęgniarki (2014), Na dobre i na złe (2016), Na Wspólnej (2017), Druga szansa (2017), W rytmie serca (2018) i Za marzenia (2019). Zagrała drugoplanowe role w filmach: Kobiety mafii Patryka Vegi (2018) i Kobieta sukcesu Roberta Wichrowskiego (2018).
W 2019 wystąpiła w spektaklu Teatru Telewizji Dołęga-Mostowicz. Kiedy zamykam oczy Marka Bukowskiego. Sztuka spotkała się z pozytywnym odbiorem, a krytycy docenili grę aktorską Wieniawy. W latach 2019–2020 wcielała się w jedną z głównych ról w serialu Zawsze warto. W 2020 zagrała główne role w filmach W lesie dziś nie zaśnie nikt i Wszyscy moi przyjaciele nie żyją, a także pojawiła się w filmie Jana Komasy Sala samobójców. Hejter. W latach 2023–2024 grała Andżelikę Nagórską w serialu Teściowie.
Wystąpiła w teledysku do piosenki Jeremiego Sikorskiego „Bez niej nie byłoby nas” (2014) oraz Tego Typa Mesa i Justyny Święs „Immunity” (2018).

## Kariera muzyczna
W listopadzie 2015 nakładem My Music wydała debiutancki singiel „Co mi jest”. W 2016 zaśpiewała w utworze „Na zawsze” z albumu duetu producenckiego Flirtini pt. Heartbreaks & Promises vol. 3.
W 2017 podpisała kontrakt fonograficzny z wytwórnią Kayax, pod której szyldem w lipcu wydała singel „Oddycham”. 9 listopada 2018 wydała singel „Nie muszę”, który uzyskał status podwójnie platynowej płyty. W następnym roku zaśpiewała gościnnie w utworze Dawida Kwiatkowskiego „Plan B” z jego albumu pt. 13 grzechów niczyich. W 2020 wydała single: „SMRC”, „Wspólna chwila” z Mery Spolsky i Arkiem Kłusowskim oraz „Niezadowolona” z L.U.C.-iem. W 2021 nagrała duet z Maciejem Musiałowskim „Zabierz tę miłość”, a singlem „Na darmo” zapowiedziała wydanie debiutanckiego albumu. Zaśpiewała także w utworach „Bezpieczny lot” duetu Karaś/Rogucki oraz „Sebiksy” braci Kacperczyk, a we współpracy z Kubą Karasiem nagrała swoją wersję utworu „Nie mam dla ciebie miłości”.
15 lutego 2022 wystąpiła na gali Bestsellery Empiku, podczas której zaśpiewała w duecie z Anitą Lipnicką piosenkę „Zanim zrozumiesz” z repertuaru Varius Manx oraz premierowo utwór „Rozkosz”, drugi singel ze swojej debiutanckiej płyty. 3 czerwca podczas Orange Warsaw Festival zagrała swój pierwszy koncert. 17 czerwca wydała debiutancki album pt. Omamy, z którym dotarła do czwartego miejsca na liście sprzedaży OLiS. Album promowała jeszcze singlami: „Nie mów”, „Milczysz”, „Omamy”, „Wenus” i „Mi nie żal”. 25 czerwca i 8 lipca wzięła udział w trasie koncertowej Męskie Granie. W październiku otrzymała nominację do Europejskiej Nagrody Muzycznej MTV dla najlepszego polskiego wykonawcy, a w grudniu wyruszyła w klubową trasę koncertową Omamy Tour. Również w 2022 zaśpiewała w singlach „Ikona” Tymka i „What’s Your Feeling” Menta oraz w utworze „Ona tańczy sama (Terry)” Ofelii z jej albumu pt. 8.
W 2023 wydała utwory: „Nie całuj” (nagrany z Dawidem Tyszkowskim i Kubą Karasiem), „Zima – nisko słonko” (z L.U.C.-iem, Rebel Babel Film Orchestra, Ralphem Kaminskim, zespołem Lor i Apolonią Nowak do filmu Chłopi) oraz „Na paluszkach” (z Tomaszem Makowieckim). W lutym 2024 ponownie zaśpiewała w utworze Menta pt. „Oszaleję”.
W kwietniu 2024 poinformowała o zakończeniu współpracy z wytwórnią Kayax. 10 lipca 2024 wydała niezależnie singel „Sobą tak”. Po kilku tygodniach od premiery utwór zniknął z serwisu Spotify po tym jak Kayax nałożył na niego blokadę, twierdząc że Wieniawa wydała go bezprawnie. W wyjaśnieniu przedstawiciele wytwórni oznajmili, że kontrakt Wieniawy zobowiązuje ją do nagrania trzech płyt z czego się nie wywiązała, a więc prawnie nadal jest związana z wytwórnią. Do końca tego roku wydała jeszcze single: „Popłyniemy”, „Nad morze” i „Nic nie zmieni?”, a w 2025 „Kocham”, „Od nowa”, „U mnie”  i „Nie będziemy tęsknić”.

## Pozostałe przedsięwzięcia

### Zawodowe

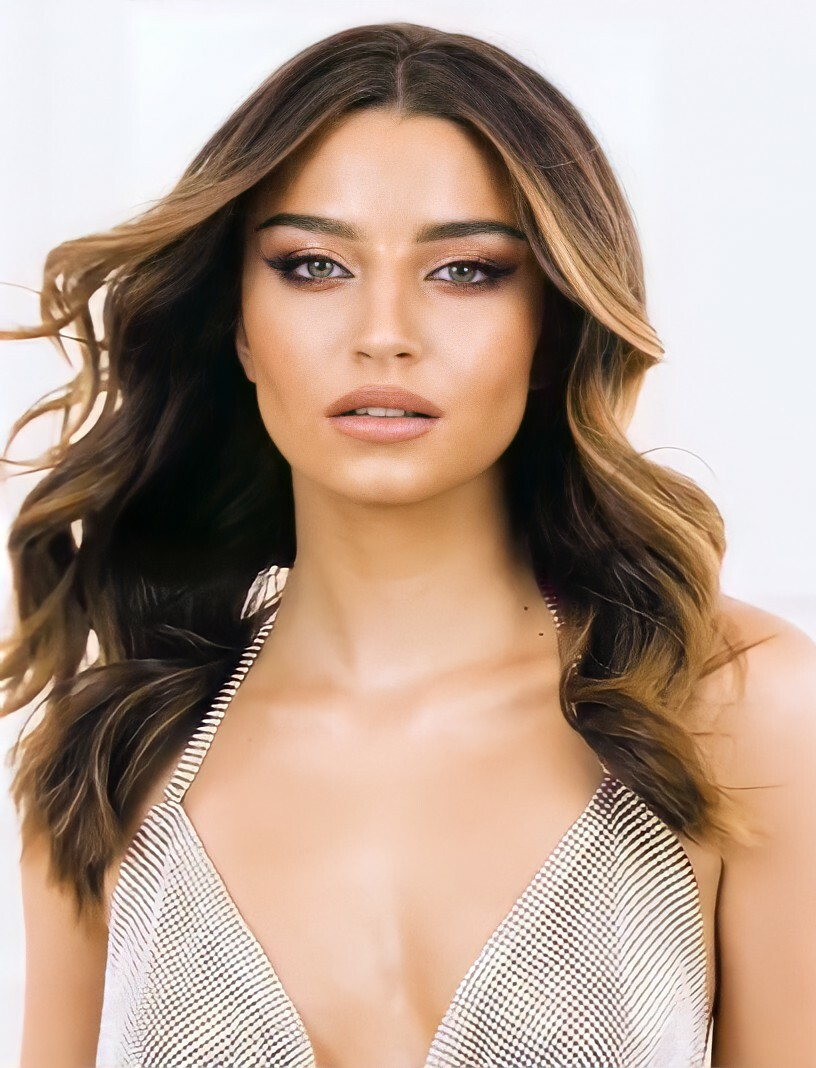
Wieniawa (2021)

Prowadziła program I Love Violetta (2014) i współprowadziła festiwale muzyczne Polsat SuperHit Festiwal (2019) i Top of the Top Sopot Festival (2023). W parze ze Stefano Terrazzino zajęła drugie miejsce w finale 11. edycji programu rozrywkowego Polsatu Dancing with the Stars. Taniec z gwiazdami (2020). W 2024 została jednym z jurorów talent show TVN-u Mam talent.
Brała udział w kampaniach reklamowych usług telekomunikacyjnych Orange, producenta obuwia Reebok, sieci sklepów obuwniczych Deichmann i marki Apart. W 2020 zainicjowała markę kosmetyczną Jusee Cosmetics oraz markę odzieżową Lemiss. W listopadzie 2021 ogłosiła, że sprzedała swoje udziały w firmie Jusee Cosmetics i zakończyła współpracę z tą marką.

### Społeczne
Brała udział w społecznych kampaniach: antysmogowej Pierwsza Doba bez Smogu (2018), Weź się zbadaj Fundacji „Kwiat Kobiecości” promującej profilaktyczne badania cytologiczne (2018), #CosDoNichMam Fundacji „Rak’n’Roll” promującej badanie USG piersi (2018); #PoDrugiejStronieLustra poświęconej profilaktyce zaburzeń na tle nerwowym (2019), Zabierz głos, bo go stracisz Fundacji im. Stefana Batorego zachęcającej do uczestnictwa w wyborach parlamentarnych w 2019, Solidarnie dla transplantacji (2019, 2020), profrekwencyjnych #MilionPowodów i Suma Waszych głosów (2020) przed wyborami prezydenckimi w Polsce oraz kampanii na rzecz Polskiej Fundacji Pomocy Dzieciom Niedosłyszącym (2021).
Wzięła udział w sesji zdjęciowej do charytatywnego kalendarza Obecność 2020 Stowarzyszenia „mali bracia Ubogich” i telewizyjnych spotach promujących Fundację Polsat. W 2021 wystąpiła w spocie Fundacji SEXED.PL przeciwko przemocy wobec kobiet i przemocy ze względu na płeć.
Jest sojuszniczką społeczności LGBT. Brała udział w warszawskiej Paradzie Równości w 2019, była nominowana w plebiscycie Róże Gali w kategorii „online”.

## Osiągnięcia
Zaliczana jest do grona najpopularniejszych polskich celebrytek w serwisie Instagram – w lipcu 2021 jej profil obserwowało ponad 2 miliony użytkowników.
Jest laureatką Gwiazdy Plejady w kategorii „Debiut roku” (2018). Otrzymała nagrodę w plebiscycie Osobowości i Sukcesy Roku 2018. Została dwukrotnie nagrodzona przez magazyn „Joy” w plebiscycie „Influencer roku” w kategoriach „Lifestyle Influencer” (2018) i „Gold Influencer” (2019). W 2020 został przyznany jej tytuł „Kobiety roku” przez miesięcznik „Glamour” w kategorii „Styl”. W 2021 otrzymała nagrodę specjalną od marki Apart w plebiscycie #Hashtagi Roku. W 2024 została nagrodzona w plebiscycie Gwiazd Plejady w kategorii „Gwiazda Na Czasie”.
Została umieszczona w rankingu najbardziej wpływowych kobiet w polskim internecie serwisu InluTool (2019, 2022) i najbardziej wpływowych influencerów w Polsce według miesięcznika „Forbes” (2020). W latach 2020–2025 była uwzględniona w rankingu najlepszych kobiecych marek osobistych magazynu „Forbes Women”, zajmując najwyższą, czwartą pozycję w 2020. W 2022 znalazła się w rankingu „100 najbardziej wpływowych Polek i Polaków” tygodnika „Newsweek Polska”.

## Życie prywatne
Była związana z aktorem Antonim Królikowskim (2017–2018), muzykiem Aleksandrem Milwiw-Baronem (2019) i aktorem Nikodemem Rozbickim (2020–2024).

## Filmografia

### Filmy fabularne
| Rok  | Tytuł                            | Rola                 | Uwagi                                                                          |
| ---- | -------------------------------- | -------------------- | ------------------------------------------------------------------------------ |
| 2017 | Następcy 2                       | Uma                  | film animowany, polski dubbing                                                 |
| 2018 | Kobiety mafii                    | Sandra Chyb „Futro”  |                                                                                |
| 2018 | Kobieta sukcesu                  | Lilka, siostra Mańki |                                                                                |
| 2018 | Serce nie sługa                  | dziewczyna w klubie  |                                                                                |
| 2018 | Kopciuszek. Historia prawdziwa   | Kopciuszek           | film animowany, polski dubbing                                                 |
| 2019 | Jak poślubić milionera           | Lena                 |                                                                                |
| 2019 | Salma w krainie dusz             | Salma                | film animowany, polski dubbing                                                 |
| 2019 | Następcy 3                       | Uma                  | film animowany, polski dubbing                                                 |
| 2020 | W lesie dziś nie zaśnie nikt     | Zosia Wolska         |                                                                                |
| 2020 | Sala samobójców. Hejter          | „FitAneta”           |                                                                                |
| 2020 | Wszyscy moi przyjaciele nie żyją | Anastazja            |                                                                                |
| 2021 | Random                           | Mary „Jantar91”      | film krótkometrażowy będący finałowym odcinkiem słuchowiska o tym samym tytule |
| 2021 | Small World                      | Ola w wieku 16 lat   |                                                                                |
| 2021 | W lesie dziś nie zaśnie nikt 2   | Zosia Wolska         |                                                                                |
| 2021 | Intruz                           | strażniczka          | film krótkometrażowy                                                           |
| 2022 | Jak pokochałam gangstera         | Nikita               |                                                                                |
| 2022 | Nie cudzołóż i nie kradnij       | Sandra               |                                                                                |
| 2023 | Chłopi                           | Marysia Pastuszka    | film animowany                                                                 |
| 2024 | Nieobliczalna                    | Adelina Marczewska   |                                                                                |
| 2024 | Nierozłączni                     | Dee                  | film animowany, polski dubbing                                                 |
| 2025 | Dalej jazda!                     | Justyna Gugulak      |                                                                                |

### Seriale
| Rok                | Tytuł                                | Rola                                                      | Uwagi                                       |
| ------------------ | ------------------------------------ | --------------------------------------------------------- | ------------------------------------------- |
| 2013–2020, od 2025 | Rodzinka.pl                          | Paula, dziewczyna Kuby Boskiego                           |                                             |
| 2014               | Pielęgniarki                         | Julia Siwiak                                              |                                             |
| 2014               | Klan                                 | Pati, szkolna koleżanka Małgosi Boreckiej                 | odc. 2680–2681                              |
| 2015               | Detektyw Łodyga na tropie wynalazków | Julka                                                     |                                             |
| 2016               | Na dobre i na złe                    | Agnieszka                                                 | odc. 658                                    |
| 2017               | Na Wspólnej                          | Dorota Pilecka                                            | odc. 2425, 2428, 2436, 2449–2452, 2458–2459 |
| 2017               | Druga szansa                         | fanka Ksawerego                                           | odc. 27                                     |
| 2017               | Lekarze na start                     | Julia                                                     | odc. 25                                     |
| 2017               | Mustang: Duch wolności               | Pru Granger                                               | serial animowany, polski dubbing            |
| 2018               | W rytmie serca                       | Aleksandra „Alex” Kamińska, blogerka modowa, córka Katrin | odc. 14, 17, 27–29, 31, 33, 35–36           |
| 2018               | Kobiety mafii                        | Sandra Chyb „Futro”                                       |                                             |
| 2019               | Za marzenia                          | vlogerka                                                  | odc. 23–24                                  |
| 2019               | Zasada przyjemności                  | Natalia                                                   | odc. 1–2                                    |
| 2019–2020          | Zawsze warto                         | Ada Michalska                                             |                                             |
| 2021               | Small World                          | Ola w wieku 16 lat                                        | miniserial                                  |
| 2023–2024          | Teściowie                            | Andżelika Nagórska                                        |                                             |
| 2023               | The Office PL                        | ona sama                                                  | odc. 35                                     |

## Słuchowiska
| Rok  | Tytuł         | Rola            |
| ---- | ------------- | --------------- |
| 2020 | Osiedle RZNiW | „Żaba”          |
| 2020 | Lalka         | Izabela Łęcka   |
| 2021 | Random        | Mary „Jantar91” |

## Teatr

### Garnizon Sztuki
- od 2023: Gra jako Katja[88]

### Teatr Komedia w Warszawie
- 2020–2021: Dom lalki. Część 2 jako Emmy[89][90]

### Teatr Powszechny w Warszawie
- 2024: Człowiek z papieru. Antyopera na kredyt (występ gościnny w prapremierze spektaklu podczas 44. Przeglądu Piosenki Aktorskiej na scenie wrocławskiego Teatru Muzycznego „Capitol”)[91]

### Teatr Telewizji
- 2019: Dołęga-Mostowicz. Kiedy zamykam oczy jako Ada

## Dyskografia

### Albumy studyjne
| Rok  | Dane dot. albumu                                                                                                 | Najwyższa pozycja na liście |
| Rok  | Dane dot. albumu                                                                                                 | POL                         |
| ---- | --- | --------------------------- |
| 2022 | Omamy - Wydany: 17 czerwca 2022 - Wytwórnia: Kayax - Format: CD, digital download, streaming                     | 4                           |
| 2025 | Światłocienie - Wydany: 26 września 2025 - Wytwórnia: Wieniawa Records - Format: CD, digital download, streaming | Zostanie wydany             |

### Single
| Rok | Tytuł                                                            | Najwyższe pozycje na listach | Najwyższe pozycje na listach | Najwyższe pozycje na listach | Certyfikat                | Sprzedaż       | Album                                                |
| Rok | Tytuł                                                            | POL (airplay)                | POL (streaming)              | POL (Billboard)              | Certyfikat                | Sprzedaż       | Album                                                |
| --- | ---------------------------------------------------------------- | ---------------------------- | ---------------------------- | ---------------------------- | ------------------------- | -------------- | ---------------------------------------------------- |
| 2015 | „Co mi jest”                                                     | –                            | X                            | X                            |                           |                | –                                                    |
| 2017 | „Oddycham”                                                       | –                            | X                            | X                            |                           |                | –                                                    |
| 2018 | „Nie muszę”                                                      | 59                           | X                            | X                            | - POL: 2× platynowa płyta | - POL: 40 000+ | –                                                    |
| 2020 | „SMRC”                                                           | –                            | X                            | X                            |                           |                | Omamy                                                |
| 2020 | „Wspólna chwila” (oraz Mery Spolsky i Arek Kłusowski)            | –                            | X                            | X                            |                           |                | –                                                    |
| 2020 | „Niezadowolona” (oraz L.U.C.)                                    | –                            | X                            | X                            |                           |                | Wszyscy moi przyjaciele nie żyją (ścieżka dźwiękowa) |
| 2021 | „Zabierz tę miłość” (oraz Maciej Musiałowski)                    | –                            | X                            | X                            | - POL: platynowa płyta    | - POL: 50 000+ | Random (ścieżka dźwiękowa)                           |
| 2021 | „Na darmo”                                                       | –                            | X                            | X                            |                           |                | Omamy                                                |
| 2021 | „Nie mam dla ciebie miłości (Kayax XX Rework)” (oraz Kuba Karaś) | –                            | X                            | X                            |                           |                | Kayax XX Rework / Omamy                              |
| 2022 | „Rozkosz”                                                        | –                            | X                            | –                            |                           |                | Omamy                                                |
| 2022 | „Nie mów”                                                        | –                            | X                            | –                            |                           |                | Omamy                                                |
| 2022 | „Milczysz”                                                       | –                            | X                            | –                            |                           |                | Omamy                                                |
| 2022 | „Omamy”                                                          | –                            | X                            | –                            |                           |                | Omamy                                                |
| 2022 | „Nie muszę (Kayax XX Rework)” (oraz Kayah)                       | –                            | X                            | –                            |                           |                | Kayax XX Rework                                      |
| 2022 | „Wenus”                                                          | –                            | X                            | –                            |                           |                | Omamy                                                |
| 2022 | „Mi nie żal”                                                     | –                            | X                            | –                            |                           |                | Omamy                                                |
| 2023 | „Nie całuj” (oraz Dawid Tyszkowski i Kuba Karaś)                 | –                            | 56                           | –                            |                           |                | –                                                    |
| 2024 | „Sobą tak”                                                       | 12                           | 33                           | –                            | - POL: złota płyta        | - POL: 25 000+ | Światłocienie                                        |
| 2024 | „Popłyniemy”                                                     | –                            | –                            | –                            |                           |                | –                                                    |
| 2024 | „Nad morze”                                                      | –                            | –                            | –                            |                           |                | –                                                    |
| 2024 | „Nic nie zmieni?”                                                | –                            | –                            | –                            |                           |                | –                                                    |
| 2025 | „Kocham”                                                         | –                            | 11                           | 11                           | - POL: złota płyta        | - POL: 62 500+ | Światłocienie                                        |
| 2025 | „Od nowa”                                                        | –                            | 9                            | 10                           |                           |                | Światłocienie                                        |
| 2025 | „U mnie”                                                         | –                            | –                            | –                            |                           |                | Światłocienie                                        |
| 2025 | „Nie będziemy tęsknić”                                           | –                            | –                            | –                            |                           |                | Światłocienie                                        |
| „–” oznacza, że singel nie był notowany na danej liście. „X” oznacza, że lista nie istniała w danym okresie. |                                                                  |                              |                              |                              |                           |                |                                                      |

### Z gościnnym udziałem
| Rok  | Tytuł | Certyfikat                | Album                         | Źródło  |
| ---- | --- | ------------------------- | ----------------------------- | ------- |
| 2016 | „Na zawsze” (Flirtini, gościnnie: Julia Wieniawa i Zeppy Zep)                                                                |                           | Heartbreaks & Promises vol. 3 | [ 9 ]   |
| 2021 | „Bezpieczny lot” (Karaś/Rogucki, gościnnie: Julia Wieniawa)                                                                  |                           | Czułe kontyngenty             | [ 117 ] |
| 2021 | „Sebiksy” (Kacperczyk, gościnnie: Julia Wieniawa)                                                                            | - POL: 3× platynowa płyta | Kryzys wieku wczesnego        | [ 118 ] |
| 2022 | „Ikona” (Tymek, gościnnie: Julia Wieniawa)                                                                                   |                           | –                             | [ 25 ]  |
| 2022 | „What’s Your Feeling” (Ment, gościnnie: Julia Wieniawa)                                                                      |                           | –                             | [ 119 ] |
| 2023 | „Zima – nisko słonko” (L.U.C. i Rebel Babel Film Orchestra; gościnnie: Julia Wieniawa, Ralph Kaminski, Lor i Apolonia Nowak) |                           | Chłopi (ścieżka dźwiękowa)    | [ 120 ] |
| 2023 | „Na paluszkach” (Tomasz Makowiecki, gościnnie: Julia Wieniawa)                                                               |                           | Bailando                      | [ 30 ]  |
| 2024 | „Oszaleję” (Ment, gościnnie: Julia Wieniawa)                                                                                 |                           | –                             | [ 31 ]  |
| 2025 | „Wiara” (singel charytatywny w ramach akcji Artyści dla WOŚP 2024)                                                           |                           | –                             | [ 121 ] |

### Inne
| Rok  | Tytuł                                                         | Album                            | Źródło  |
| ---- | ------------------------------------------------------------- | -------------------------------- | ------- |
| 2019 | „Plan B” (Dawid Kwiatkowski, gościnnie: Julia Wieniawa)       | 13 grzechów niczyich             | [ 122 ] |
| 2020 | „Tak piękna jest tylko”                                       | –                                | [ 123 ] |
| 2020 | „Świtezianka”                                                 | –                                | [ 124 ] |
| 2022 | „Ona tańczy sama (Terry)” (Ofelia, gościnnie: Julia Wieniawa) | 8                                | [ 27 ]  |
| 2024 | „Masz przyjaciela!” (oraz Borys Szyc i Mateusz Banasiuk)      | Nierozłączni (ścieżka dźwiękowa) | [ 125 ] |

## Teledyski
| Rok       | Tytuł                        | Reżyseria                          | Źródło  |
| --------- | ---------------------------- | ---------------------------------- | ------- |
| 2017      | „Oddycham”                   | Anna Bystrowska, Alan Willmann     | [ 126 ] |
| 2018      | „Nie muszę”                  | Paweł Fabjański                    | [ 127 ] |
| 2020      | „SMRC”                       | Przemek Dzienis                    | [ 128 ] |
| 2020      | „Wspólna chwila”             | Piotr Onopa                        | [ 129 ] |
| 2020      | „Niezadowolona”              | Filip Berendt                      | [ 130 ] |
| 2021      | „Zabierz tę miłość”          | Jakub Barzak                       | [ 131 ] |
| 2021      | „Na darmo”                   | Miłosz Sakowski                    | [ 132 ] |
| 2021      | „Nie mam dla ciebie miłości” | Igor „Ajgor Ignacy” Leśniewski     | [ 133 ] |
| 2022      | „Rozkosz”                    | Marta Klara                        | [ 134 ] |
| 2022      | „Nie mów”                    | Kinga Brocka                       | [ 17 ]  |
| 2022      | „Milczysz”                   | Maciej Aleksander Bierut           | [ 18 ]  |
| 2022      | „Omamy”                      | Maciej Nowak                       | [ 19 ]  |
| 2022      | „Wenus”                      | Nikodem Rozbicki                   | [ 20 ]  |
| 2022      | „Mi nie żal”                 | Natasha Ivanova                    | [ 21 ]  |
| 2023      | „Nie całuj”                  | Tadeusz Łysiak                     | [ 28 ]  |
| 2024      | „Sobą tak”                   | Dorota Szulc                       | [ 135 ] |
| 2024      | „Popłyniemy”                 | Dorota Szulc                       | [ 36 ]  |
| 2024      | „Nad morze”                  | Magdalena Zielińska                | [ 136 ] |
| 2024      | „Nic nie zmieni?”            | Zuzanna Sorówka                    | [ 38 ]  |
| 2025      | „Kocham”                     | Julia Wieniawa, Patrycja Jewsienia | [ 39 ]  |
| 2025      | „U mnie”                     | Borys Bernacki                     | [ 137 ] |
| Gościnnie |                              |                                    |         |
| 2016      | „Na zawsze”                  | Anna Bystrowska, Alan Willmann     | [ 138 ] |
| 2021      | „Bezpieczny lot”             | Filip Berendt                      | [ 139 ] |
| 2021      | „Sebiksy”                    | Igor „Ajgor Ignacy” Leśniewski     | [ 140 ] |
| 2023      | „Na paluszkach”              | Łukasz Suchocki                    | [ 30 ]  |
| 2024      | „Oszaleję”                   | Marcello Gąska                     | [ 31 ]  |
| 2024      | „Zima – nisko słonko”        | DK Welchman, Szymon Kuriata        | [ 141 ] |
| 2025      | „Wiara”                      | –                                  | [ 142 ] |